# برنهارد غروبر
برنهارد غروبر (بالألمانية: Bernhard Gruber)‏ هو متزحلق نوردي مزدوج نمساوي، ولد في 12 أغسطس 1982 في Schwarzach im Pongau ‏ في النمسا.

## وصلات خارجية
- برنهارد غروبر على موقع الاتحاد الدولي للتزلج (التزلج الريفي) (الإنجليزية)
- برنهارد غروبر على موقع الاتحاد الدولي للتزلج (التزلج النوردي المزدوج) (الإنجليزية)
- برنهارد غروبر على موقع اللجنة الأولمبية الدولية (الإنجليزية)
- برنهارد غروبر على موقع أوليمبيديا (الإنجليزية)